# 1811 ve fotografii
Tento článek obsahuje významné fotografické události v roce 1811.

## Události
- Joseph Nicéphore Niepce (1765–1833) se společně s bratrem Claudem snažil objevit spolehlivou reprodukční techniku. Zabýval se novou metodou kamenotisku – litografií, vynalezenou českým hercem Aloisem Františkem Senefelderem.

## Narození v roce 1811
- 27. února – Robert Turnbull Macpherson, skotský fotograf († 17. listopadu 1872)
- 12. března – Albert Sands Southworth, americký fotograf († 3. března 1894)
- ? – Claude-Marie Ferrier, francouzský fotograf († 1889)
- ? – John William Draper, fotograf
- ? – Israël David Kiek, nizozemský portrétní fotograf a průkopník fotografie 22. dubna 1811 – 14. května 1899)
- ? – Jean-Baptiste Alary, fotograf († ?)
- ? – Charles Hippolyte Aubry, fotograf († ?)
- ? – Samuel Heer, fotograf († ?)
- ? – Adolphe Dallemagne, fotograf († ?)
- ? – Jean Nicolas Truchelut, fotograf († ?)